# 林聖忠
林聖忠（1952年8月21日—），中華民國公務員。

## 生平
曾任經濟部常務次長、政務次長，2012年7月2日接續朱少華擔任台灣中油董事長，表示5年內要讓中油創造610億元的經營績效，中長期要讓中油成為如埃克森美孚一樣的國際一流石化巨擘。於2008年獲頒台北大學第四屆傑出校友。

## 外部連結
- 中油董事長林聖忠的Facebook專頁